# Liste des sociétés savantes de Reims
Cet article contient une liste de sociétés savantes scientifiques Rémoises, c'est-à-dire une liste des groupes d'experts établis à Reims qui, par leurs travaux et leur réflexion, font avancer la connaissance dans leur domaine d'activité.

## Sociétés à portée nationale
Elles exercent leurs activités en Champagne-Ardenne et au niveau National.
| Société                           | Adresse                | Date fondation | Domaines d'activité                                 | Périodes chronologiques | Site                                |
| --------------------------------- | ---------------------- | -------------- | --------------------------------------------------- | ----------------------- | ----------------------------------- |
| Académie nationale de Reims (ANR) | 17 Rue du Jard à Reims | 15 mai 1841    | Histoire rurale, sociétés et académies généralistes |                         | http://academie-nationale-reims.fr/ |

## Sociétés à portée régionale ou locale
Elles exercent leurs activités à Reims, uniquement sur le périmètre de la Champagne-Ardenne.
| Société                                                               | Adresse                                          | Date fondation    | Domaines d'activité | Périodes chronologiques                                                              | Site                                                                   |
| --------------------------------------------------------------------- | ------------------------------------------------ | ----------------- | --- | ------------------------------------------------------------------------------------ | ---------------------------------------------------------------------- |
| Association pour le patrimoine industriel de Champagne-Ardenne (APIC) | 1 rue Navier à Reims                             | 22 septembre 1997 | Architecture, histoire des sciences et techniques, histoire sociale, industrie, artisanat, transport, protection et valorisation du patrimoine | Préhistoire-Protohistoire, Antiquité, Moyen Âge, Moderne, Contemporain-Temps présent | www.patrimoineindustriel-apic.com                                      |
| Mémoire du baptême de Clovis                                          | 1 Place du Cardinal-Luçon à Reims                | 19 décembre 1994  | Histoire générale | Moyen Âge                                                                            |                                                                        |
| Groupe d'études archéologiques Champagne-Ardenne (GEACA)              | Centre culturel Saint-Exupéry Chaussée Bocquaine | 1964              | Archéologie | Préhistoire-Protohistoire, Antiquité, Moyen Âge, Moderne, Contemporain-Temps présent | https://geaca-reims.blogspot.com/                                      |
| Reims histoire archéologie (RHA)                                      | 53 rue Simon                                     | 20 juin 1978      | Archéologie |                                                                                      | www.reims-histoire-archeologie.com/association.html                    |
| Société des amis de la cathédrale de Reims                            | 122 bis rue du Barbâtre                          | 9 mai 1917        | Arts, histoire religieuse, protection et valorisation du patrimoine                                                                            | Moyen Âge                                                                            | www.amis-cathedrale-reims.fr/                                          |
| Société des amis des arts et des musées de Reims (SAAM)               | 122 Rue du Barbâtre                              | 1833              | Arts | Préhistoire-Protohistoire, Antiquité, Moyen Âge, Moderne, Contemporain-Temps présent | https://www.facebook.com/saamreims/                                    |
| Société des amis du vieux Reims (SAVR)                                | 36 Place du Forum                                | 3 février 1909    | Histoire locale, protection et valorisation du patrimoine                                                                                      | Préhistoire-Protohistoire, Antiquité, Moyen Âge, Moderne, Contemporain-Temps présent | https://museelevergeur.pagesperso-orange.fr/savr/page_savr_accueil.htm |
| Société mycologique rémoise (SMR)                                     | 122 Bis Rue du Barbâtre                          | 1977              | Biologie, zoologie, botanique |                                                                                      | http://mycomania.free.fr/web_acappella/wa_1.html                       |

## Sociétés ayant disparu
- La Société d'étude des sciences naturelles de Reims (SESNR) a été créée en 1890 et a cessé son activité en ?[1].
- La Société industrielle de Reims a été créée en 1833.